# Santa Iglesia Catedral Basílica de la Encarnación

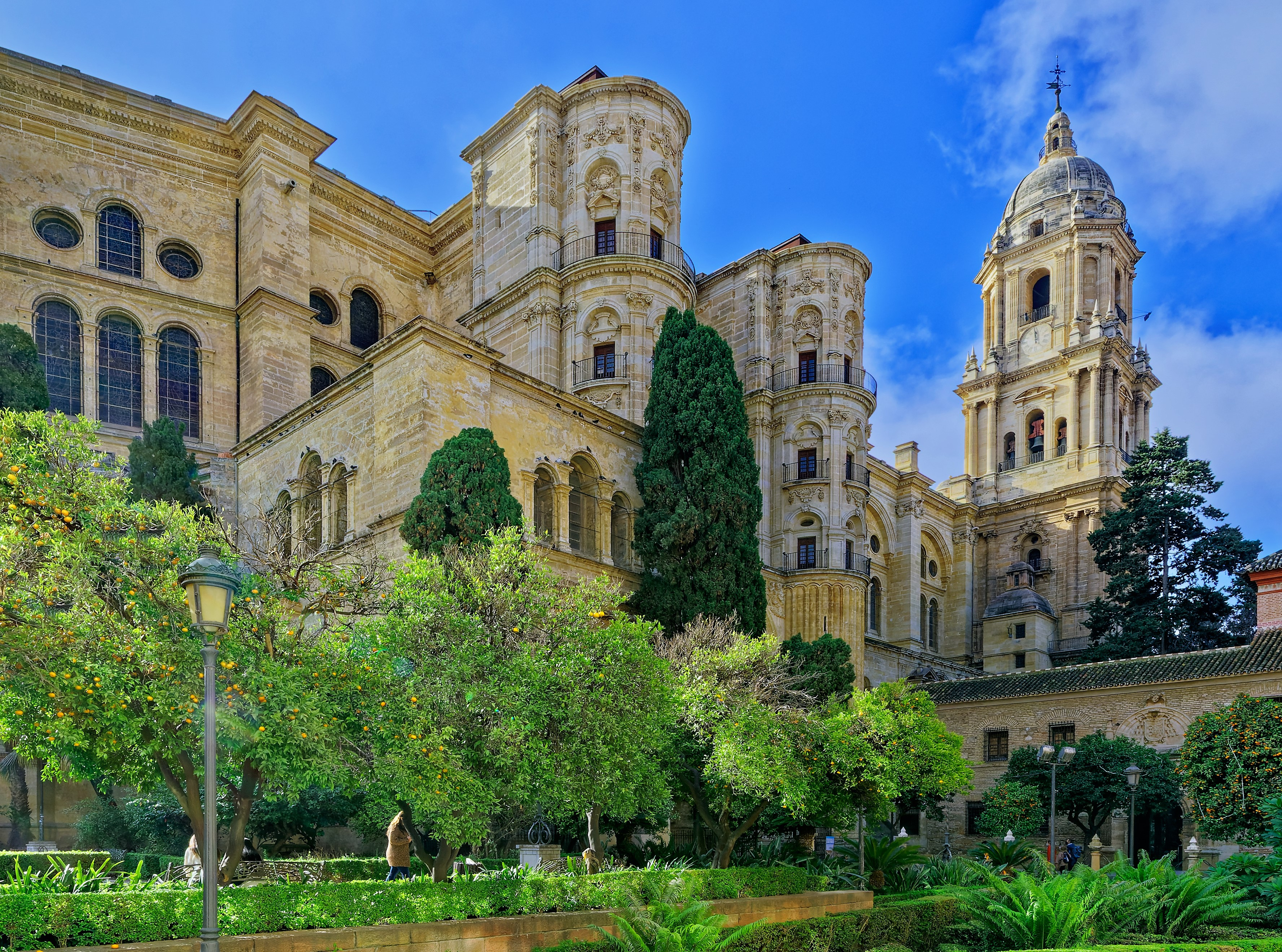
Kathedrale von Málaga

Santa Iglesia Catedral Basílica de la Encarnación ist die Kathedrale des Bistums Málaga in Málaga. Sie liegt nahe dem Hafen in der Innenstadt.

## Geschichte

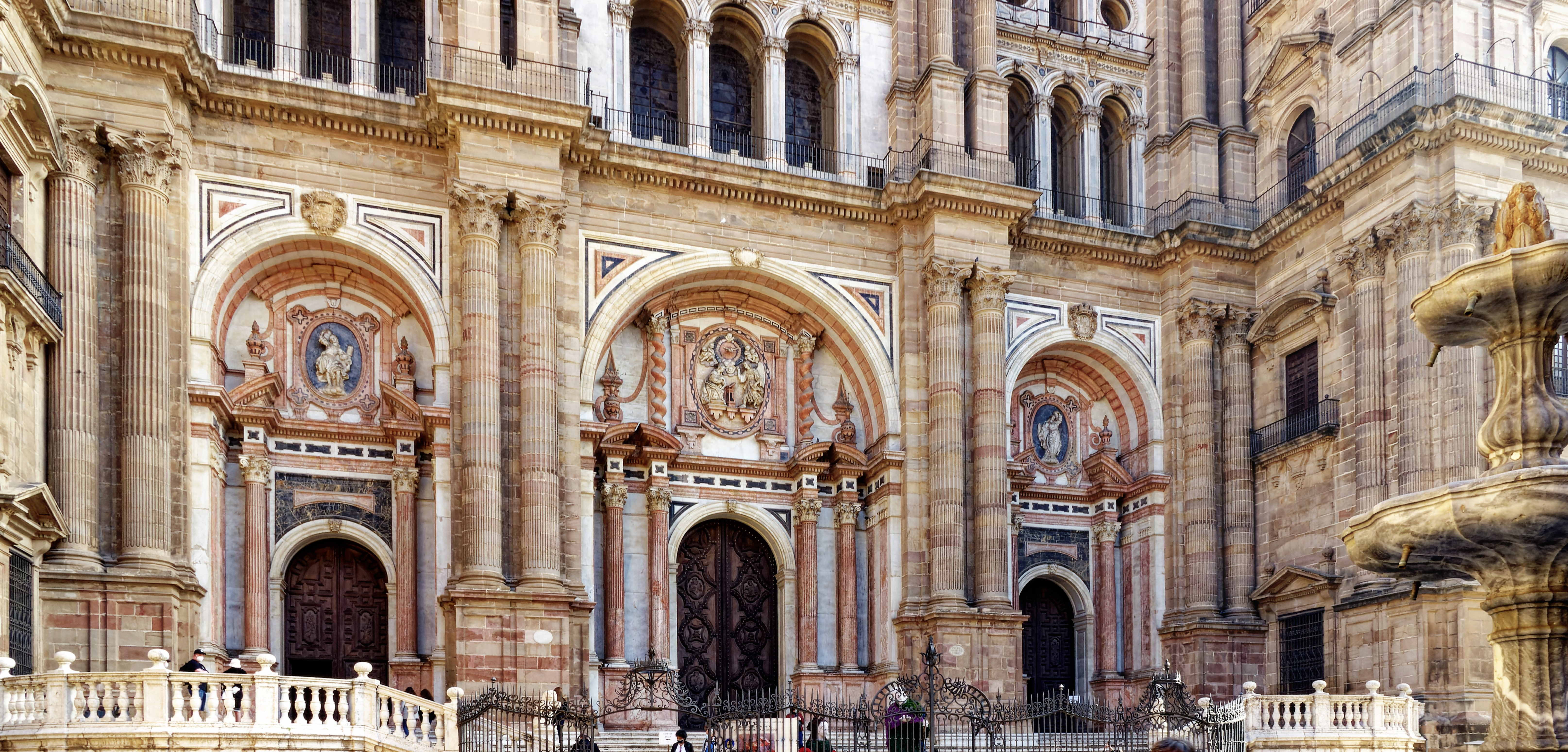
Die Portale

Die Kathedrale Málagas wurde von den christlichen Eroberern ab 1528 über einer Moschee erbaut. Obwohl in den ursprünglichen Plänen zwei Türme geplant worden waren, wurde später aus Geldmangel nur einer vervollständigt, was der Kathedrale ihren volkstümlichen Namen „La Manquita“ („kleine einarmige Dame“) einbrachte. Sie ist der Inkarnation, also der Fleischwerdung Gottes, geweiht. Der Kathedrale wurde 1855 von Papst Pius IX. der Titel einer Basilica minor verliehen.
Als Resultat der 254 Jahre langen Bauphase bis ins Jahre 1782 besteht die Kirche aus einer Mischung verschiedener Stilrichtungen. Vorherrschend ist der Stil der Renaissance, sie besitzt aber auch Elemente der Gotik, des Barocks und des Neoklassizismus.
Die drei Torbögen des Hauptportals sind mit Marmor in verschiedenen Farben dekoriert. Über den Türen befindet sich jeweils ein Medaillon: In den Medaillons über den seitlichen Türen sind die Stadtheiligen San Ciriaco und Santa Paula dargestellt, das mittlere zeigt die Verkündigung Mariens.
Die drei Kirchenschiffe sind gleich hoch, das mittlere ist breiter als die seitlichen. Um die Stabilität trotz der großen Höhe zu gewährleisten, nutzte der Architekt ein besonderes System: Er verband kreuzförmige Pfeiler mit korinthischen Säulen und vereinte Elemente der klassischen Tradition mit denen der Renaissance. Das Deckengewölbe mit zahlreichen flachen Kuppeln ist prächtig dekoriert.
Das Interieur ist von der Renaissance und dem Barock geprägt. Die Chorgestühle aus dem 17. Jahrhundert aus Mahagoni und Zedernholz wurden von Luis Ortiz angefertigt. Die Dekoration des Chorgestühls wurde von Pedro de Mena vollendet. Er fertigte auch 40 Statuen für die Kirche.
Die Kirche hat zwei Kanzeln aus Cabra-Marmor, die mit religiösen Motiven verziert sind.
Die seitlichen Kapellen beinhalten Kunstwerke wie eine weinende Mutter von Pedro de Mena, eine große Jungfrau des Rosenkranzes von Alonso Cano und Christus am Kreuz von Alonso de Mena.

Im Innern der Kathedrale
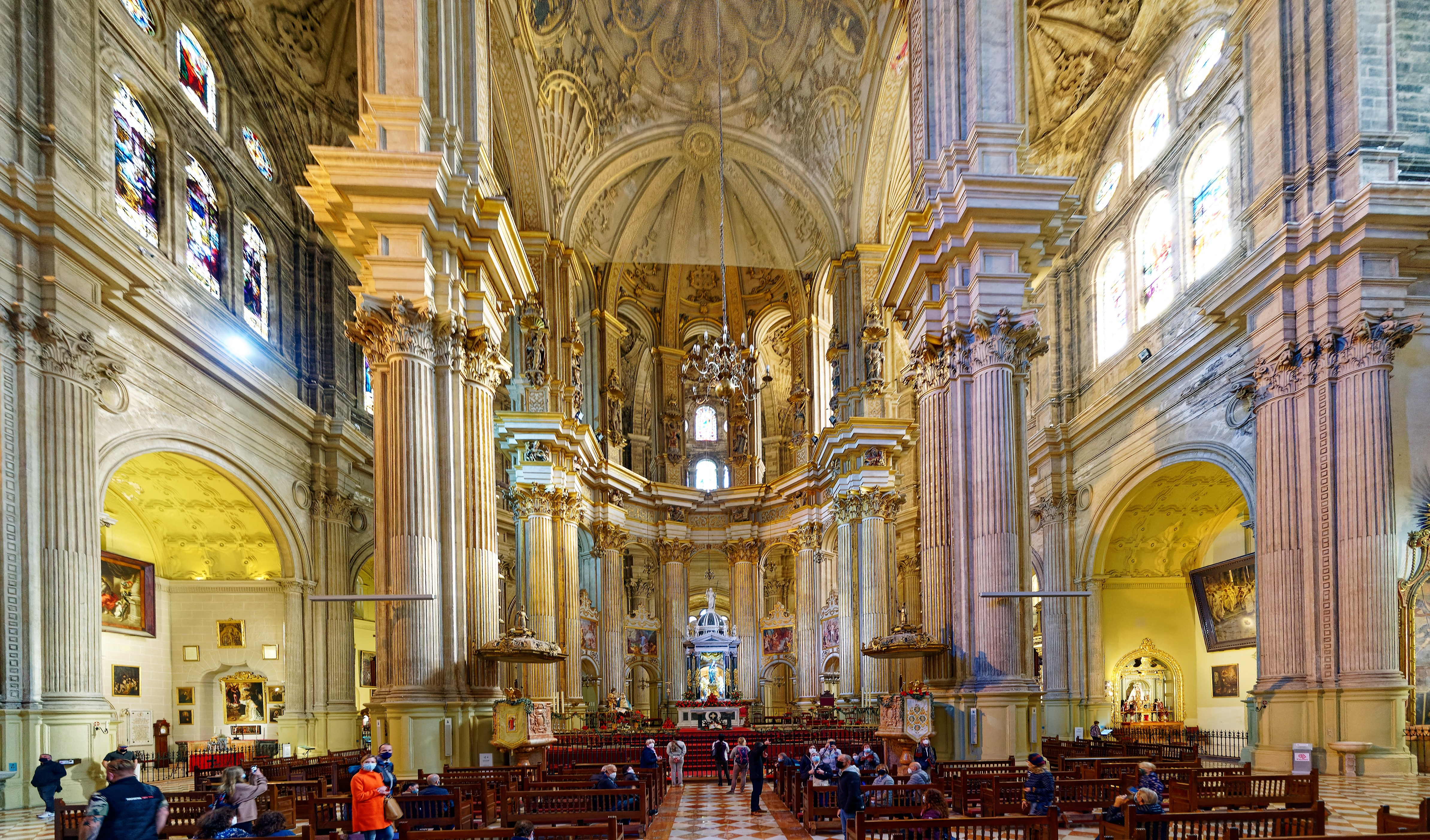
Innenraum
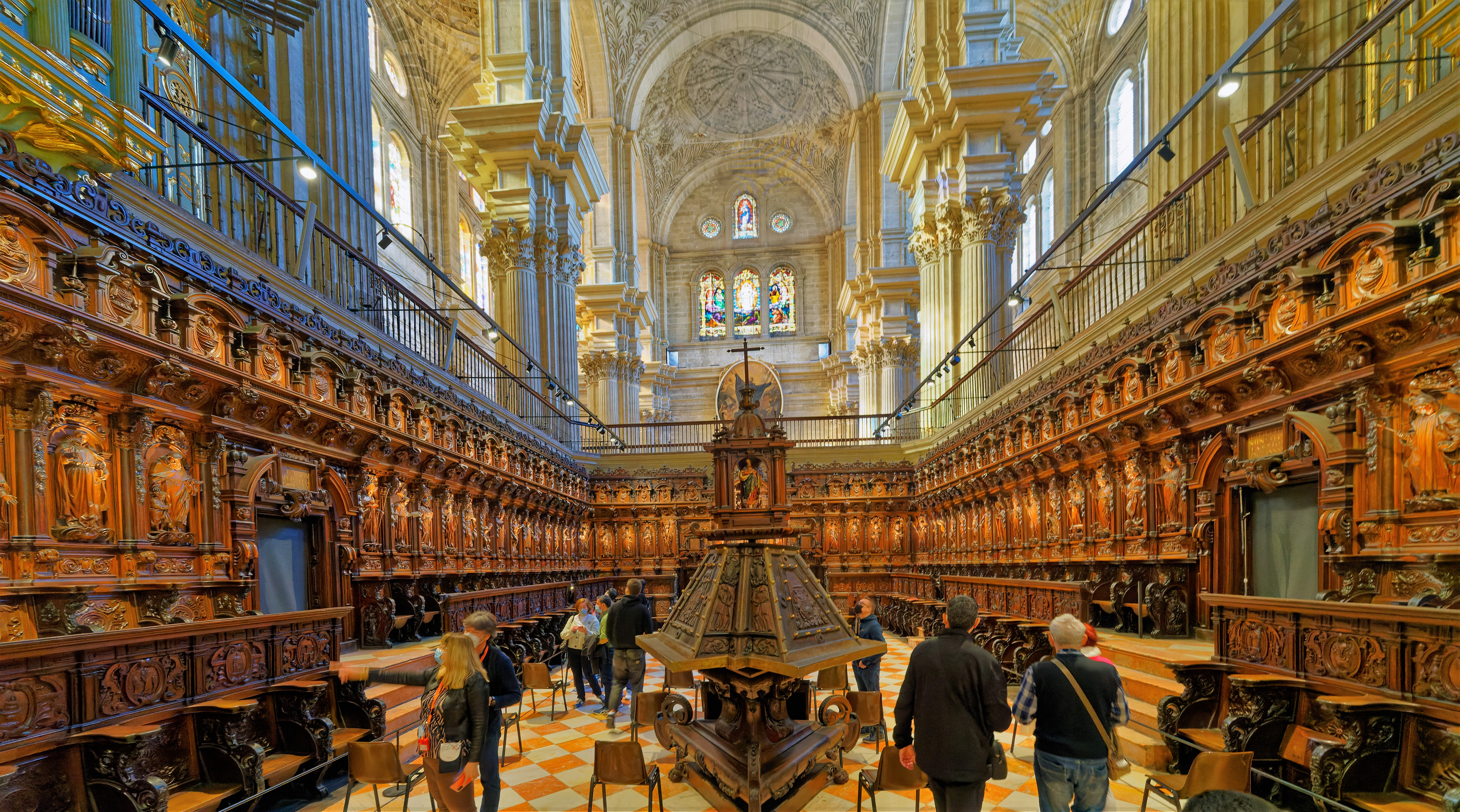
Der Chorraum mit den beiden Orgeln
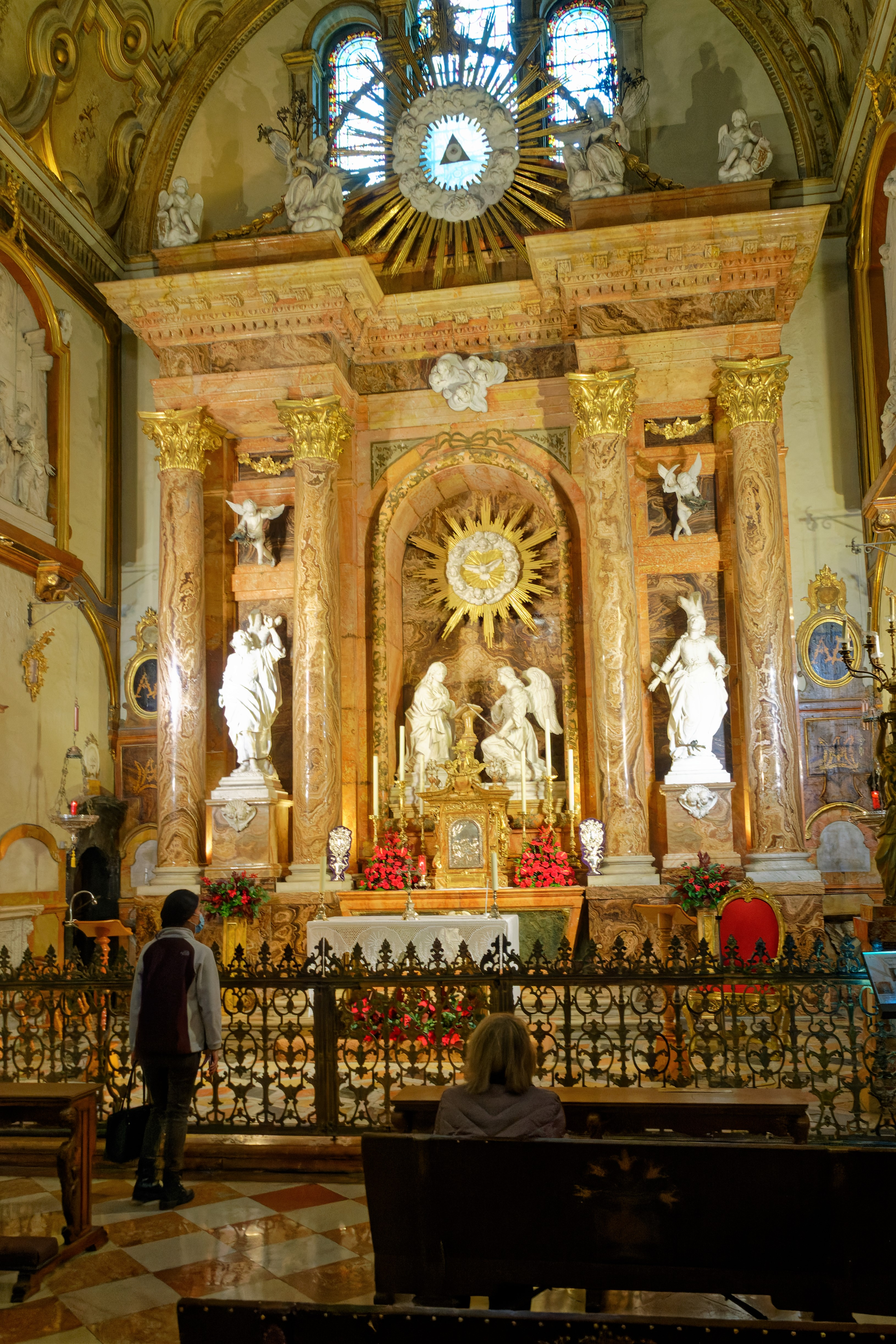
Kapelle der Inkarnation
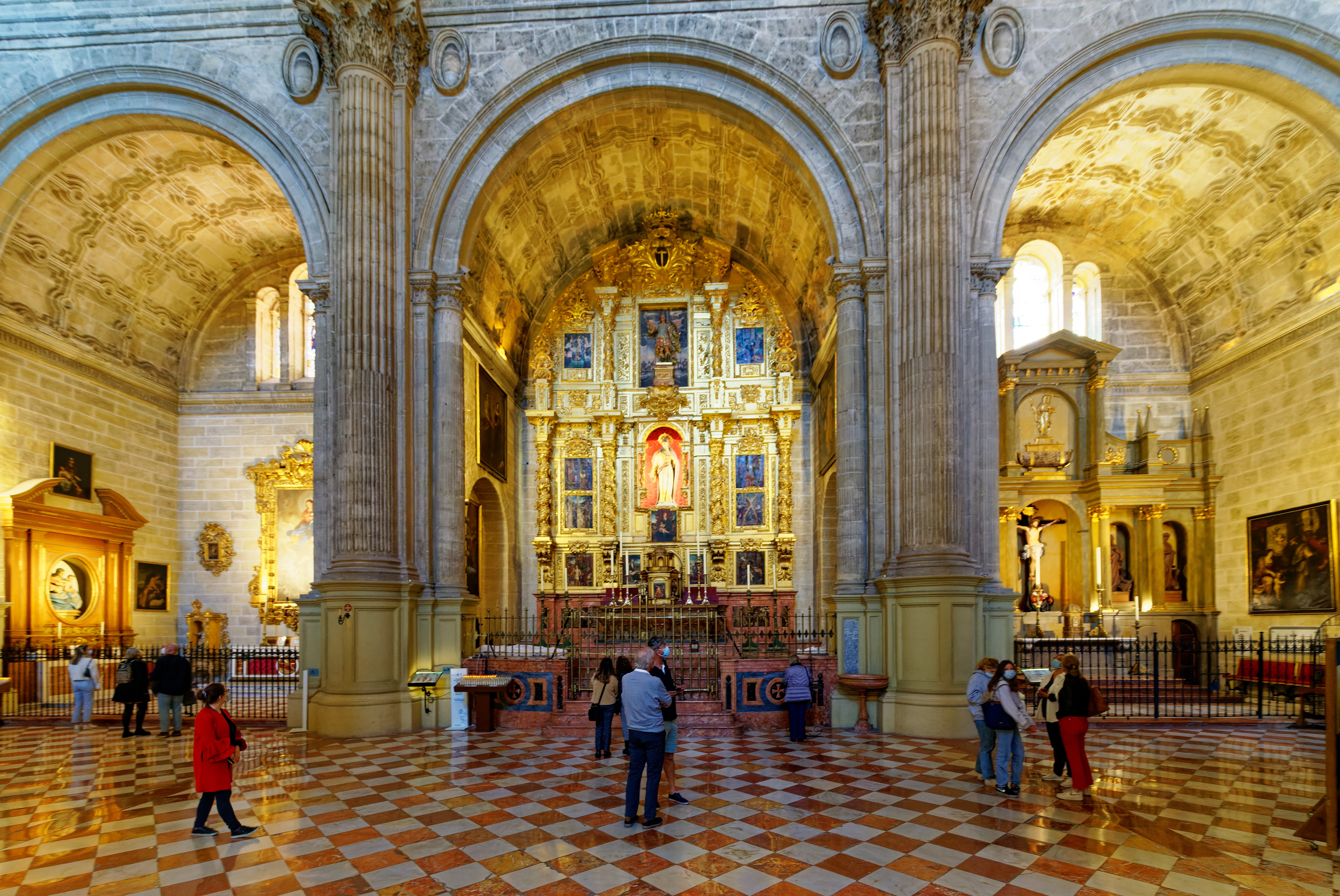
Seitenkapellen

Durch Lecks im Dach ist die wertvolle Ausstattung von Feuchtigkeit bedroht. 2009 wurde eine keramische Außenhaut aufgetragen, die aber ihrerseits bald wieder Risse und Löcher bekam und sich als weitgehend unwirksam erwies. Ende 2021 stellte das Bistum deshalb den dringenden Antrag, die Kathedrale mit einem Giebeldach schützen zu dürfen.

## Orgeln

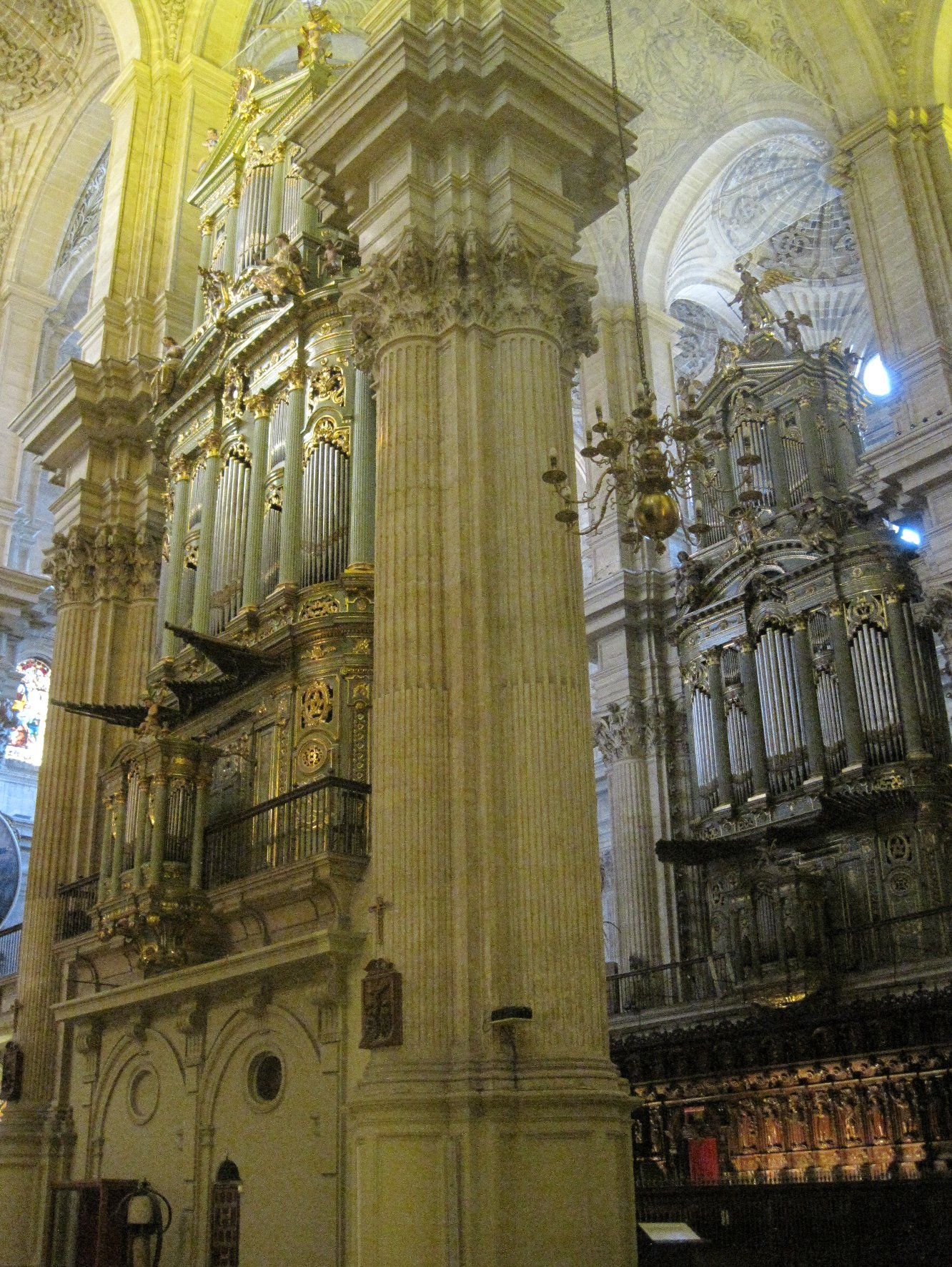
Die beiden Orgeln

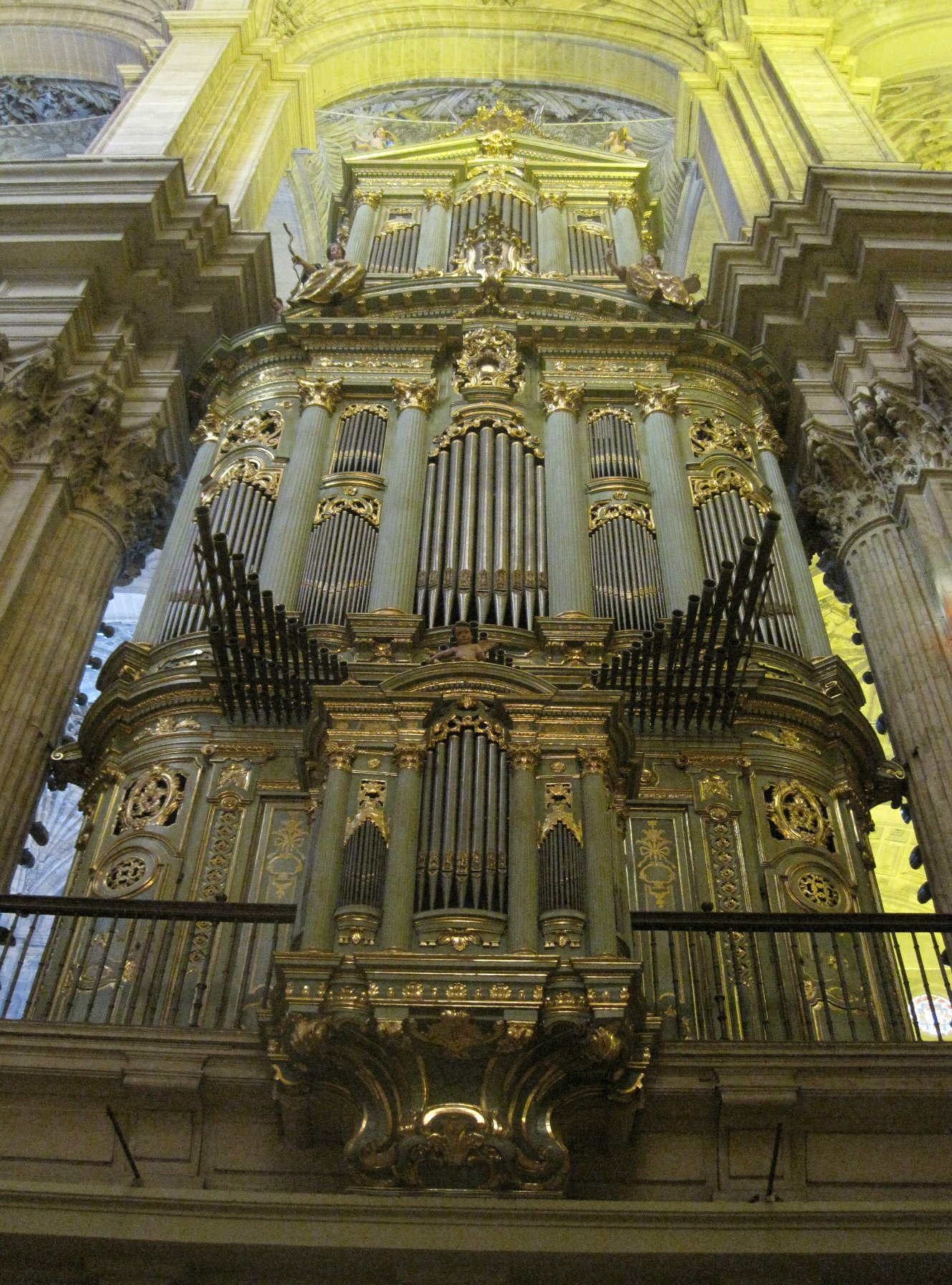
Die Epistelorgel von außen gesehen

Auf der Evangelienseite und der Epistelseite des Chores gibt es zwei große Orgeln, die von Julián de la Orden zwischen 1781 und 1783 gebaut wurden. Jede der Orgeln hat 48 Bass- und 59 Diskantregister auf drei Manualen. Zusammen haben sie mehr als 9000 Pfeifen.
Die Epistelorgel wurde 1998 von Taller de Organería Acitores restauriert.
| I Cadereta del Coro C–d3 |       |
| Violón                   | (B)   |
| Flautado de 6 y 1⁄2'     | (B/D) |
| Octava Tapada            | (B/D) |
| Docena Tapada            | (B/D) |
| Bajón                    | (B/D) |
| Quincena                 | (B/D) |
| Ventidosena              | (B)   |
| Lleno III                | (B/D) |
| Flauta Dulce II          | (D)   |
| Flauta Travesera II      | (D)   |
| Corneta V                | (D)   |

| I Cadereta Interior C–d3 |       |
| Tapado Violón            | (B)   |
| Violón                   | (D)   |
| Octava Tapada            | (B/D) |
| Quincena                 | (B/D) |
| Decinovena               | (B/D) |
| Lleno IV                 | (B/D) |
| Violón en Eco            | (D)   |
| Corneta en Eco           | (D)   |
| Clarín en Eco            | (D)   |
| Trompeta Real            | (B/D) |
| Voz Humana               | (B/D) |

| II Órgano Mayor – Cañutería C–d3 |       |
| Flautado de 26                   | (B/D) |
| Flautado de 13                   | (B/D) |
| Tapado Violón                    | (B/D) |
| Octava Tapada                    | (B/D) |
| Octava Abierta                   | (B/D) |
| Docena                           | (B/D) |
| Quincena II                      | (B/D) |
| Diez y novena                    | (B/D) |
| Lleno IV                         | (B/D) |
| Címbala III                      | (B/D) |
| Nasardos IV                      | (B/D) |
| Cornetas VII/VI                  | (D)   |
| Flauta Travesera                 | (D)   |

| II Órgano Mayor – Batalla C–d3 |       |
| Trompeta Real                  | (B/D) |
| Chirimía                       | (B)   |
| Trompeta Magna                 | (D)   |
| Trompeta de Batalla I          | (B)   |
| Clarin I                       | (D)   |
| Trompeta de Batalla II         | (B)   |
| Clarin II                      | (D)   |
| Bajoncillo                     | (B)   |
| Trompeta Imperial              | (D)   |
| Clarín en Quincena             | (B)   |
| Trompeta Magna                 | (D)   |
| Chirimía Alta                  | (B/D) |
| Dulzaina                       | (B/D) |

| III Órgano de Ecos C–d3 |       |
| Flautado de 13          | (B/D) |
| Tapado Violón           | (B/D) |
| Octava Abierta          | (B/D) |
| Nasardos IV hs          | (B)   |
| Corneta VII             | (D)   |
| Trompeta Real           | (B/D) |
| Trompeta de Batalla     | (B)   |
| Trompeta Universal      | (D)   |
| Bajoncillo              | (B)   |
| Clarín I                | (D)   |
| Clarín en Quincena      | (B)   |
| Clarín II               | (D)   |
| Trompeta Magna          | (D)   |
| Dulzaina                | (D/B) |

| III Cadereta de Ecos C–d3 |       |
| Flautado de 6 y 1⁄2'      | (B/D) |
| Violón                    | (B/D) |
| Decinovena                | (B/D) |
| Quincena                  | (B/D) |
| Lleno III                 | (B/D) |
| Fabot                     | (B)   |
| Corneta V                 | (D)   |
| Pífano II                 | (D)   |
| Cromorna                  | (D)   |

- Koppeln: III/II, I/II